# AGM-88 HARM
L'AGM-88 HARM (High-speed Anti Radiation Missile) è un missile aria-superficie anti-radar progettato per adattarsi alle trasmissioni elettroniche provenienti da sistemi radar terra-aria.
In origine è stato sviluppato dalla Texas Instruments come sostituto dei sistemi AGM-45 Shrike e AGM-78 Standard ARM ed è progettato per agganciare e distruggere i sistemi radar delle batterie anti-aeree, nell'ambito delle cosiddette missioni SEAD.
In seguito, la produzione dell'AGM-88 HARM è stata presa in carico dalla Raytheon Corporation, quando quest'ultima rilevò l'attività di produzione della Texas Instruments.

## Caratteristiche
Questo missile può essere configurato in tre modi prima di essere lanciato: Pre-Briefed (PB), Target Of Opportunity (TOO) e Self-Protect (SP).

Impostato nella prima modalità, il missile viene lanciato contro la minaccia nota, e quando questa entra nel suo raggio d'individuazione (150 km) si dirige verso di essa. Se la fonte radar viene spenta prima che l'AGM-88 la individui, questo si autodistrugge per evitare episodi di fuoco amico. Target of Opportunity (TOO) significa invece che il bersaglio è stato individuato direttamente dal computer di lancio dell'HARM (denominato CP-1001B/AWG), mentre Self-Protect (SP) indica semplicemente che il radar dell'aereo è acceso e capta gli eventuali segnali radar nemici. Nelle ultime due modalità il missile può essere lanciato anche posteriormente all'aereo.

## Varianti

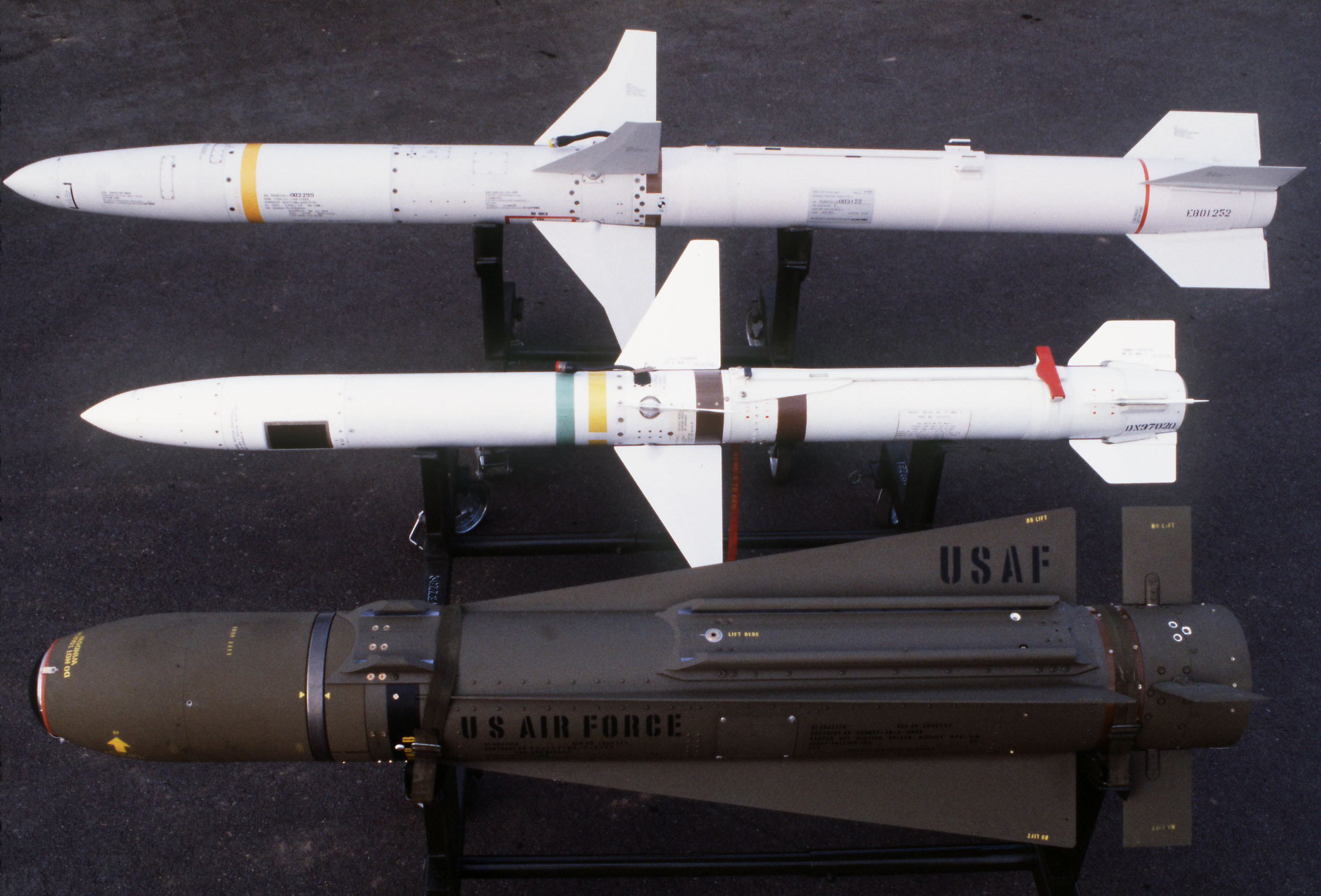
In questa foto sono presenti i due principali missili antiradar: partendo dall'alto si riconoscono l'HARM, lo Shrike e il Maverick F a guida infrarossa

In totale sono state create cinque varianti del missile: AGM-88A/B/C/D/E.
La prima versione messa in produzione, la A, ha un peso di 360 kg ed è molto veloce per non dare tempo sufficiente a spegnere i radar a terra, può raggiungere infatti una velocità superiore a Mach 2 grazie al motore SR113-TC-1 Thiokol che usa propellente solido e a bassa emissione di fumi di scarico, per essere difficilmente individuabile. La testata esplosiva è costituita da 66 kg di esplosivo integrato con 25 000 shrapnel di acciaio.

Da questa versione sono state estrapolate le sottoversioni da addestramento ATM-88A, CATM-88A e DATM-88A.
Nel 1987 si cessò di produrre la versione A in favore della nuova versione B, dotata di un nuovo sistema di guida che venne a sua volta migliorato nel tempo, perfezionando la modalità PB. Come per la precedente versione, anche da queste vennero sviluppate tre sottovarianti (ATM-88B, CATM-88B e DATM-88B) per l'addestramento.

Un ulteriore sviluppo portò alla nuova versione C, diventata operativa nel 1993. La testata esplosiva è stata cambiata con una nuova di maggiore capienza contenente 12 800 frammenti di tungsteno; nuove migliorie ai sistemi di guida portarono al potenziamento della modalità di lancio TOO. Le versioni da addestramento stavolta sono solamente due, l'ATM-88C e la CATM-88C.

L'ultimo aggiornamento dell'AGM-88 HARM scaturì da una collaborazione tra l'americana Raytheon Company, la tedesca Diehl BGT Defence e l'italiana Alenia Marconi Systems (AMS - Italia) -- Successivamente MBDA Italia. L'innovazione consiste nell'installazione di un GPS in modo che anche se il radar a terra viene spento il missile riesce comunque a centrare il bersaglio. I modelli C che furono dotati del GPS vennero rinominati AGM-88D HARM, e vennero adottati dalle aviazioni militari dei paesi di cui le tre industrie facevano parte a partire dal 2002.

### AGM-88E AARGM
Nel 2000 è stato testato anche un nuovo prototipo denominato AGM-88E Advanced Anti Radiation Guided Missile (AARGM) e costruito dalla Alliant Techsystems a partire dal 2008.

L'AARGM è caratterizzato da un incremento delle capacità e da un aggiornamento del software mirate a mantenere efficace il sistema d'arma anche quando i radar bersaglio vengono spenti per autodifesa, per questo motivo sull'AARGM sono stati installati, oltre ad un GPS, un radar passivo e uno attivo in banda millimetrica.

Logo dell'Orbital ATK

L'AGM-88E AARGM venne reso pubblico nel novembre 2010, ed è una joint venture tra il Dipartimento della Difesa degli Stati Uniti e il Ministero della Difesa dell'Italia, e prodotto dalla Orbital ATK (poi confluita nel Northrop Grumman Innovation Systems). 

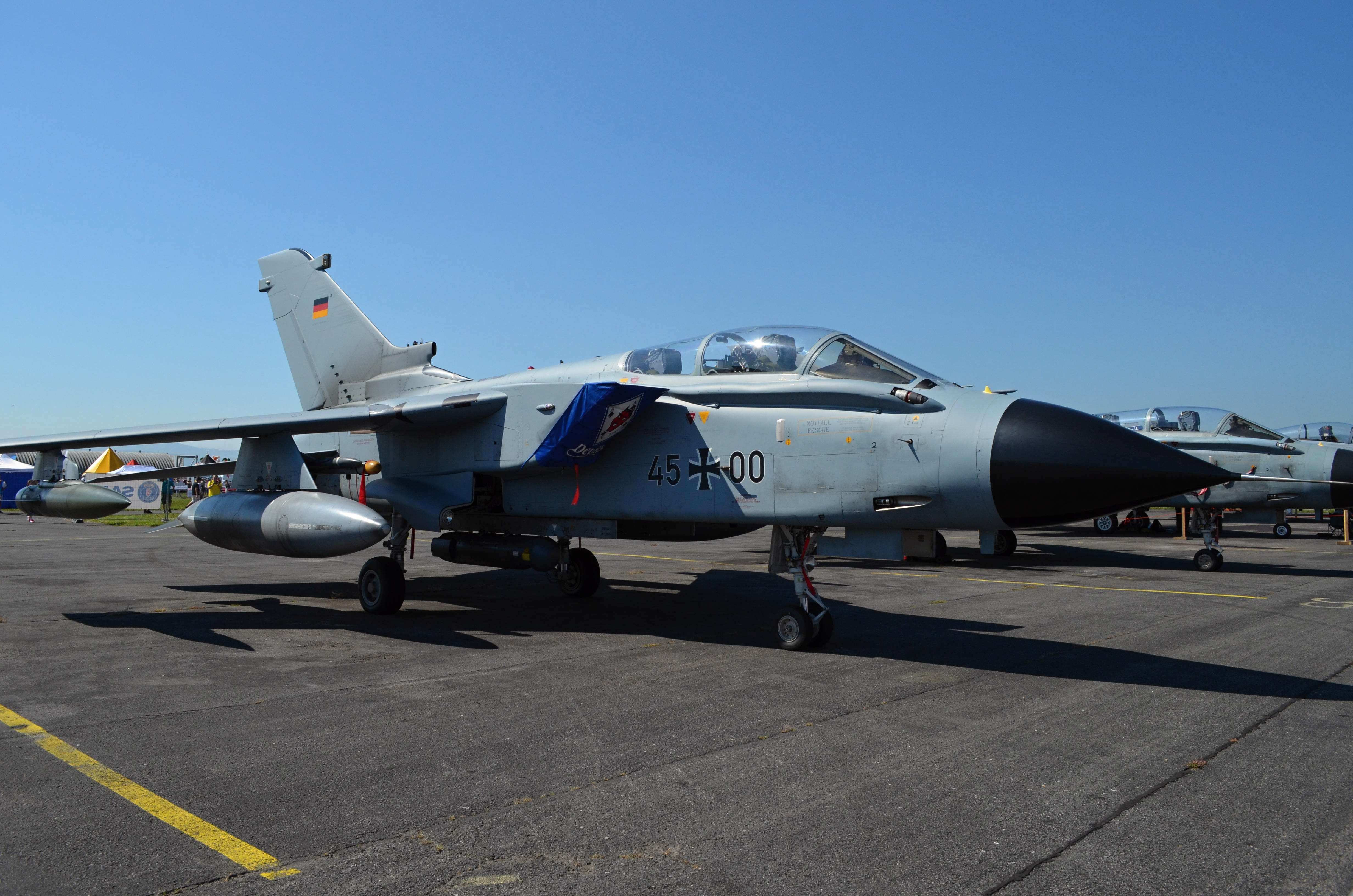
Un Tornado ECR dell'Aeronautica tedesca

Nel novembre 2005, il Ministero della Difesa italiano e il Dipartimento della Difesa statunitense firmarono un memorandum d'accordo sullo sviluppo congiunto del missile AGM-88E AARGM. L'Italia ha messo a disposizione $ 20 milioni di dollari come fondo per lo sviluppo e ulteriore materiale, strumentazione e relativi servizi per un valore di diversi milioni. Si prevedeva che l'Aeronautica Militare italiana avrebbe acquistato fino a 250 missile per i suoi aerei da combattimento Tornado ECR. Venne organizzato un programma di test in volo del missile per permettere l'integrazione dell'AARGM all'interno del sistema d'arma del Tornado ECR. 

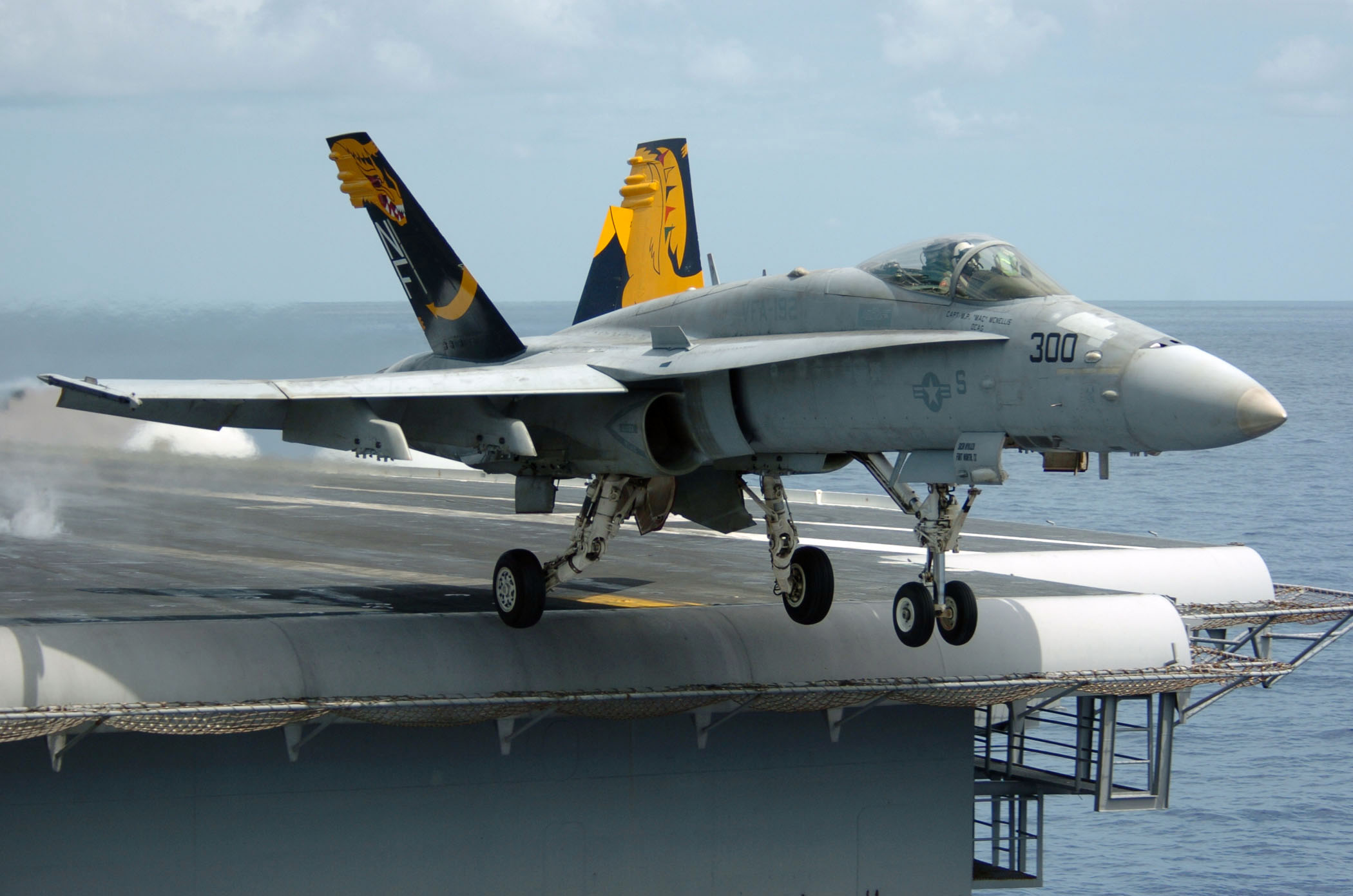
Un F-A-18C Hornet della Marina degli Stati Uniti

La Marina degli Stati Uniti dimostrò le capacità dell'AARGM durante la Initial Operational Test and Evaluation (IOT&E) nella primavera del 2012 con il lancio di 12 missili armati. I test vennero compiuti dai componenti del Programma Direct and Time Sensitive Strike (PMA-242), assieme alle squadriglie da test e valutazione VX-9 e VX-31 presso la base militare di China Lake, in California. Le attività sono durate un totale di 633 ore di volo su velivoli F/A-18C Hornet, F/A-18D/E/F e EA-18G. L'addestramento degli equipaggi e di manutenzione con missili armati venne completato nel giugno dello stesso anno.
Nell'agosto 2012, la Marina degli Stati Uniti diede autorizzazione per la produzione su larga scala dell'AGM-88E AARGM, richiedendo la produzione di 72 missili AGM-88E AARGM per la Marina statunitense e 9 missili per l'Aeronautica Militare italiana, tutti da consegnare entro il 2013.
Nel settembre 2013, l'Orbital ATK consegnò il centesimo missile AARGM alla Marina degli Stati Uniti. Il programma AGM-88E è risultato in linea con le tempistiche e con il budget previsto, con la piena capacità operativa che venne prevista per il settembre 2014. L'AGM-88E è stato progettato per migliorare l'efficacia delle precedenti varianti HARM contro i radar fissi e delocalizzabili e contro le torri di comunicazione, montando un nuovo vettore e testata capaci di raggiungere Mach-2, aggiungendo un ricevitore radioguida passivo anti-radiazioni, un satellite e un sistema di navigazione inerziale, un radar a onde millimetriche per la guida terminale, e la capacità di comunicare le immagini del bersaglio tramite collegamento satellitare pochi secondi prima dell'impatto.
Nel settembre 2015, l'AGM-88E colpì con successo un bersaglio mobile navale in un test di fuoco presso la base militare della Marina statunitense di Point Mugu in California, dimostrando la capacità del missile di usare il sistema anti-radiazione e il radar a onde millimetriche per rilevare, identificare, individuare e ingaggiare bersagli in movimento.
Nel marzo 2016, la Marina degli Stati Uniti ha esteso la produzione dell'AGM-88E AARGM fino al 2023, ordinando la produzione di ulteriori 556 unità. Nel complesso, l'obbiettivo di produzione dell'AGM-88E venne aumentato da 1.879 a 2.435 unità, elevando il costo dell'intero programma di $ 484,8 milioni di dollari, arrivando oltre i $ 2 miliardi di costi totali. Questo nuovo modello di HARM sarebbe stato integrato sui modelli di caccia F/A-18C/D/E/F, EA-18G statunitensi e sui Tornado ECR italiani, e successivamente anche sugli F-35 (anche se solo esternamente).
Nel dicembre 2019, anche l'Aeronautica militare della Germania (Luftwaffe) ordinò l'AGM-88E AARGM. Il 4 agosto 2020, la Divisione Techsystems Operations del Northrop Grumman Corporation, con sede a Northridge in California, ottenne l'appalto di un contratto da $ 12 milioni di dollari per la fornitura di servizi di supporto allo stoccaggio, riparazione delle sezioni di guida e controllo dei missili e ispezione e test dell'equipaggiamento. Il 31 agosto 2020, alla stessa divisione della Northrop Grumman Corporation vennero forniti circa $ 80.9 milioni di dollari per sviluppare nuove tecnologie per l'AARGM.

### AGM-88F HCSM
Sebbene la Marina degli Stati Uniti e i Marines scelsero di adottare l'AGM-88E AARGM prodotto dalla Orbital ATK, la Raytheon Company sviluppò un nuovo aggiornamento dell'HARM denominato AGM-88F HARM Control Section Modification (HCSM), testato in congiunzione con e per l'Aeronautica degli Stati Uniti. Questa variante incorpora degli aggiornamenti simili a quelli dell'AARGM, e sebbene non sia ancora approvato per l'esportazione, le forze che hanno adottato i sistemi HARM avrebbero mostrato interesse per tale variante.

### AGM-88G AARGM-ER
Il bilancio per l'anno fiscale 2016 della Marina degli Stati Uniti ha previsto il finanziamento per un nuovo sistema AARGM Extended Range (ER) a lunga gittata che utilizzasse il sistema di guida e la testata dell'AGM-88E equipaggiato con uno statoreattore solido integrato per raddoppiare la gittata.
Nel settembre 2016, l'Orbital ATK annunciò l'AGM-88G AARGM-ER a lunga gittata, che incorporava una nuova sezione di controllo riprogettata e un razzo vettore di 290mm di diametro che permise di raddoppiare la gittata e il carico interno sui caccia Lockheed Martin F-35A e F-35C Lightning II; un incremento del carico interno del missile montato sui caccia F-35B non si rivelò possibile per via delle limitazioni di spazio interno del velivolo. La nuova variante AGM-88G utilizza la testata e il sistema di guida dell'AARGM ma in una nuova cellula che sostituisce le ali del corpo centrale con superfici di controllo spostate su superfici di coda a bassa resistenza aerodinamica, e con un sistema di propulsione più potente per ottenere una maggior velocità e gittata. Queste modifiche dovrebbero raddoppiare la gittata e la velocità dell'AGM-88G, permettendogli di arrivare a una gittata intorno ai 300 km e una velocità pari a Mach-4. La conclusione della fase di progettazione e produzione della nuova variante è prevista per il 2023.
Nel gennaio 2018, la Marina degli Stati Uniti appaltò all'Orbital ATK un contratto per lo sviluppo dell'AARGM-ER. L'Aeronautica degli Stati Uniti (USAF) successivamente entrò nel programma AARGM-ER, impegnato nella fase di integrazione del sistema all'interno degli F35A/C.
Nell'agosto 2019, venne riportato che anche il Ministero della Difesa Nazionale della Polonia abbia riportato interesse per l'acquisizione dei missili AARGM e della nuova variante AGM-88E AARGM-ER. Nello specifico, alla Polonia verrebbero forniti missili AGM-88B/C HARM per poi venire riconvertiti nella nuova variante.
Nell'agosto 2021, l'AARGM-ER ha ottenuto l'approvazione Milestone-C per poter passare dalla fase di progettazione e test alla fase di produzione. Il primo contratto per la produzione iniziale a basso tasso venne assegnato nel settembre 2021, con la capacità operativa iniziale pianificata per il 2023. L'AARGM-ER ha completato il suo primo, secondo, terzo e quarto turno di test in volo presso la base militare di Point Mugu rispettivamente nel luglio 2021, gennaio 2022, luglio 2022 e dicembre 2022.
Nel febbraio 2023, la Marina degli Stati Uniti ha iniziato a esplorare la possibilità di lanciare gli AARGM-ER da sistemi lanciarazzi terrestri e dall'aereo da pattugliamento marittimo Boeing P-8 Poseidon, di modo che possano essere adoperati per colpire radar antiaerei e neutralizzarli. Il 15 febbraio 2023, il Capitano della Marina degli Stati Uniti e Manager del programma PMA-242, Alex Dutko durante una conferenza stampa ha riferito che siano stati allocati dei fondi per appaltare alla Northrop Grumman l'esplorazione di tali possibilità.
Il 27 febbraio 2023, il Dipartimento di Stato degli Stati Uniti ha approvato la richiesta per una possibile vendita militare all'Australia fino a 83 AGM-88G AARGM-ER, con annessa strumentazione e alloggiamenti, addestramento e supporto ingegneristico, per un costo totale di $ 506 milioni di dollari. Il principale appaltatore della produzione di questo stock di missili è la Divisione Information Systems della Northrop Grumman.

## Storia

### La nascita
La creazione dell'AGM-88 HARM ebbe inizio nel 1974 quando la Texas Instruments venne designata come ditta autorizzata a portare avanti il progetto del missile. Un anno dopo il primo prototipo venne provato in volo, ma sorsero problemi tecnici, principalmente al sistema di ricerca del bersaglio e di guida, che ritardarono sino al 1983 la data in cui iniziò la produzione del missile.

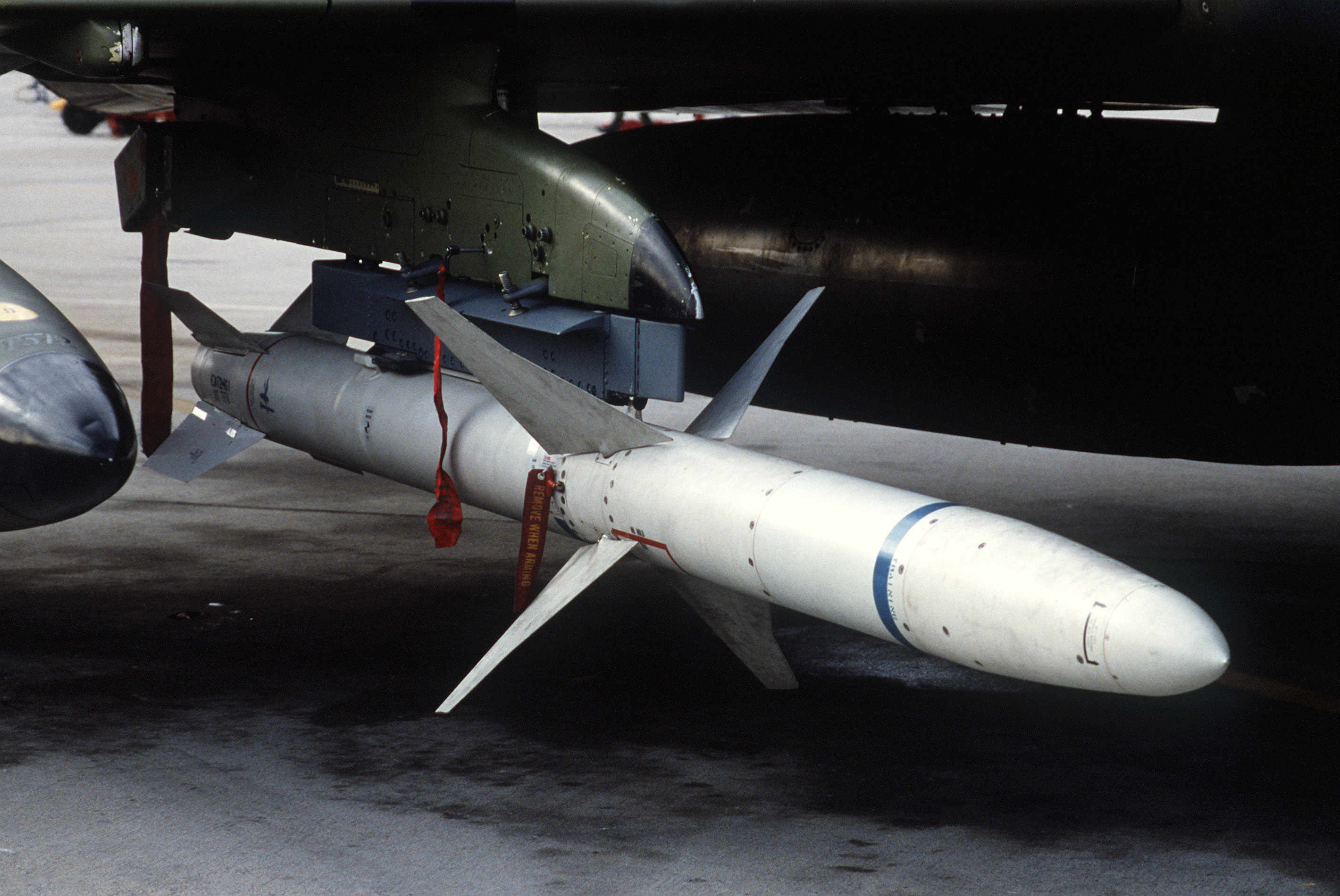
Un HARM attaccato ad un pilone alare

Sviluppato in collaborazione tra l'USAF e l'USN, è entrato in servizio nel 1984, e dopo oltre 10 anni di sviluppo ne furono ordinati 12.000 al 1992.

### Impiego operativo

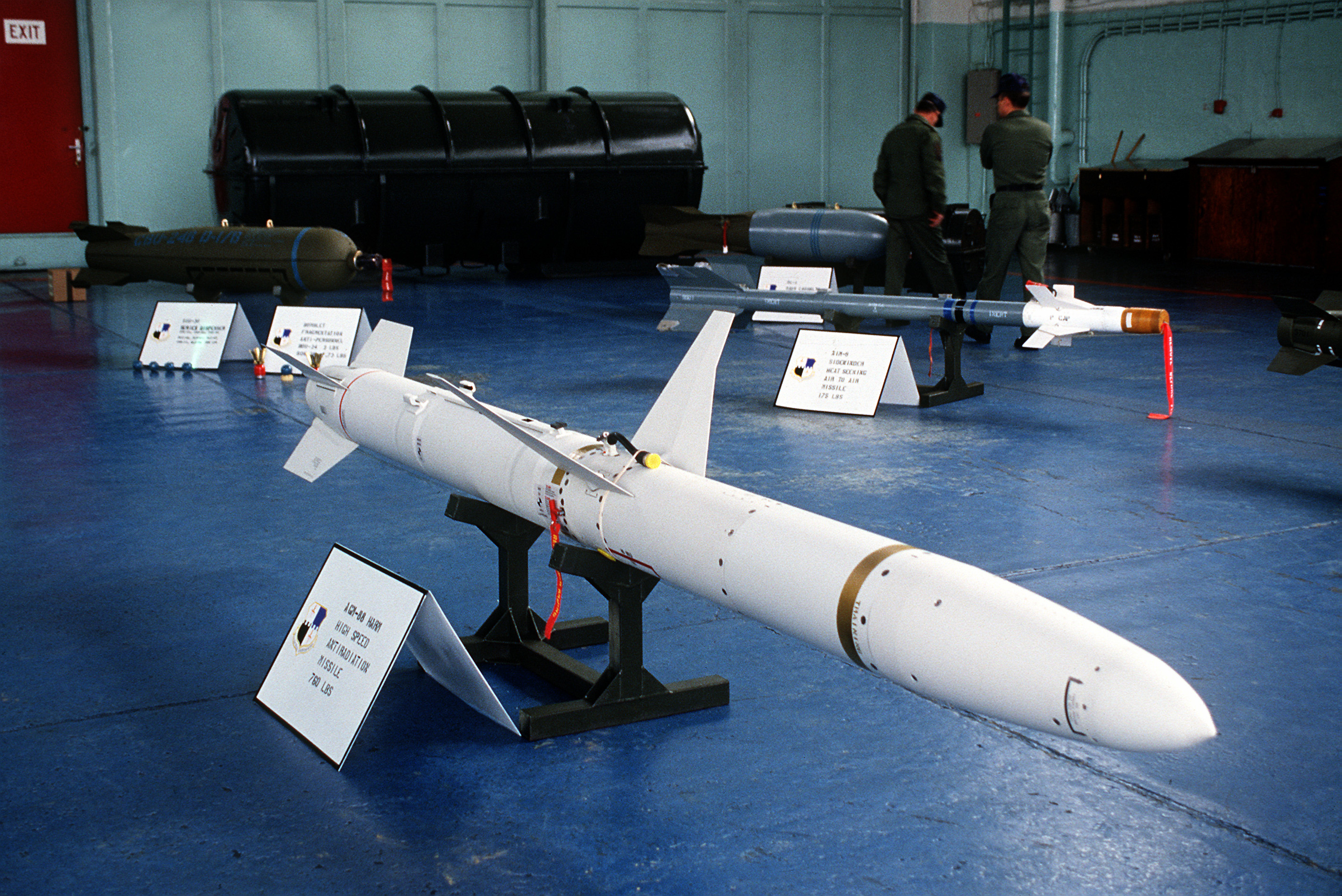
Altra veduta dell'HARM

Il missile ebbe il suo grande successo durante Desert Storm dove venne lanciato in oltre 2 000 esemplari, ma l'esordio avvenne nel 1986 in Libia contro una postazione SA-5 nel Golfo della Sirte durante i fatti dell'operazione Attain Document. L'esito fu anche qui positivo. Le successive operazioni militari in Iraq dimostrarono però che col tempo gli operatori iracheni impararono tanto a temerlo ma anche a ridurre la vulnerabilità all'AGM-88. Gli americani negli ultimi anni di battaglia contro la contraerea dello stato di Saddam Hussein, che cercava di abbattere almeno qualche aereo USA, usarono quasi esclusivamente bombe guidate e missili aria-terra di impiego generico, sebbene l'HARM abbia avuto molti progressi, inclusa la testata a frammentazione in tungsteno per una maggiore letalità (shrapnel).

Il loro impiego venne invece limitato durante l'operazione Allied Force a causa dell'elevato rischio di colpire strutture civili. Non essendo infatti ancora giunti alla versione D del missile, se il radar a terra veniva spento mentre l'arma era in volo questa poteva deviare dalla sua traiettoria originale.
La chiamata radio che viene effettuata dai piloti dopo un lancio di un AGM-88 è "Magnum".

## Utilizzatori
Attualmente, gli AGM-88 HARM vengono adoperati dai seguenti paesi:
- Australia: ordinata le varianti AGM-88B e AGM-88E; adoperati su velivoli Boeing E/A-18G Growler;[27][29][30]
- Egitto;[31]
- Germania;[32]
- Grecia: variante AGM-88B del Blocco IIIA e variante AGM-88E, ordinata la variante AGM-88E AARGM; adoperata dall'Aeronautica di Grecia (Hellenic Air Forces, HAF);[33]
- Israele;
- Italia: variante AGM-88E;
- Kuwait;
- Marocco: varianti AGM-88B, AGM-88C e AGM-88D;[34]
- [[Arabia Saudita| Arabia Saudita]];
- Corea del Sud;[35]
- Spagna;[32]
- Taiwan: variante AGM-88B;[36]
- Turchia;[37]
- Ucraina;[38][39]
- Emirati Arabi Uniti;[40]
- Stati Uniti:
  - US Air Force
  - US Marine Corps[41]
  - US Navy

## Critiche
Nel corso dell'Operazione Allied Force, durata 78 giorni, le truppe NATO avrebbero lanciato 743 missili AGM-88 HARM, riuscendo a confermare la distruzione di sole 3 delle 25 batterie di SA-6 Gainful, i sistemi missilistici a medio raggio (SAM)  presenti sul campo. Oltre metà dei missili HARM utilizzati erano lanci di puntamento preventivo (preemptive targeting shots, PET), diretti contro sospette installazioni di batterie missilistiche, ma senza alcun radar da prendere di mira. Durante gli scontri, i lanciatori SAM serbi spararono più di 800 missili terra-aria, riuscendo ad abbattere solo due velivoli NATO; la maggior parte dei missili lanciati da basi fisse erano senza un sistema di guida radar. I radar furono costretti a operare per solamente 20 secondi o meno per evitare di venire distrutti dai missili HARM. Secondo Benjamin Lambeth, il bombardiere tattico F-117 che fu abbattuto non poté contare sul supporto SEAD da parte del 'caccia multiruolo F-16CJ con montato il sistema HARM.